# رانتکی
رانِتکی (به روسی: Ранетки) یک گروه موسیقی پاپ راک روسی است. همه اعضای این گروه دختر هستند.